# Брусиловский, Миша Шаевич
Миша Шаевич Брусиловский (7 мая 1931, Киев, СССР — 3 ноября 2016, Екатеринбург, Россия) — советский и российский художник, живописец, монументалист, график. Член Союза художников России, Заслуженный художник Российской Федерации, почётный член Российской академии художеств, Почётный гражданин Свердловской области, лауреат премии имени Г. С. Мосина и премии Губернатора Свердловской области «За выдающиеся достижения в области литературы и искусства».

## Биография

### Детство

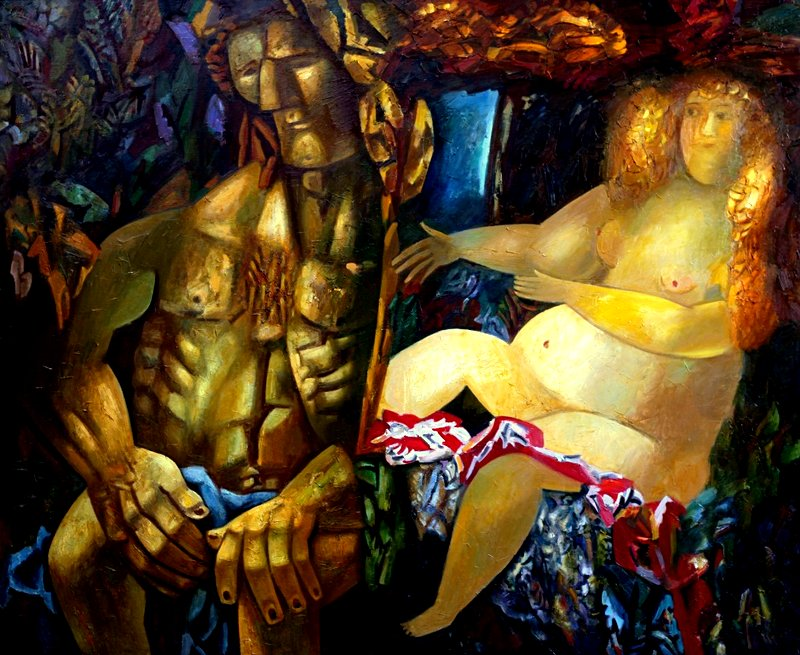
«Самсон и Далила». 150х120. Холст, масло. 2008 г.

Родился в Киеве. Отец — Шая Шевелевич Брусиловский (1904—1943) — военный инженер, погиб на войне; мать — Фрида Абрамовна Гольдберг (1906—1989) — работник торговли; брат Сева — Всеволод Шаевич Брусиловский (род. 1936), учёный в области электро-радиотехники.
В 1938 году отец был направлен в длительную командировку на Дальний Восток, куда отправился со всей семьёй. Жили на станции Ин, в Биракане и Биробиджане. В начале 1941 года семья Брусиловских вернулась в Киев, а в июне месяце началась война. Мишу и брата Севу отправили на Южный Урал в город Троицк с сестрой отца — тётей Раей, отец ушёл на фронт, а мать осталась в Киеве и приехала позже. В 1943 году тётю Раю — терапевта и хирурга — мобилизовали, и Миша поехал с ней на санитарном поезде.
В санитарном поезде Миша Брусиловский помогал врачам и раненым, а во время длительных остановок ходил в ближайшие деревни менять для них соль на продукты.
Через полгода семья вернулась в освобождённый от немцев Киев. В поисках заработка примкнул к группе мальчишек, занимавшихся чисткой обуви на привокзальной площади. Каждый вечер на площадь приходил взрослый парень по кличке Кот, связанный с местным криминалитетом, и забирал большую часть выручки. Сокрытие доходов жёстко пресекалось.
Как-то, ко дню рождения Кота, Миша нарисовал цветными карандашами его портрет и показал ему. Кот взял себе рисунок, а через некоторое время отвёз Брусиловского в интернат для одарённых детей.
Однажды он пришёл днём с парнем, совсем маленьким, отдал ему мой ящик и всё, что к нему прилагалось, и увёз меня в интернат для одарённых детей. Без стука зашёл к директору, тот сказал, что приём в интернат закончен, что надо показать работы. Кот молча положил на стол пачку денег и сказал, что конкурса не будет и что не дай бог, если я не поступлю. Я поступил.
В 1944 году приступил к занятиям в киевском интернате для одарённых детей.

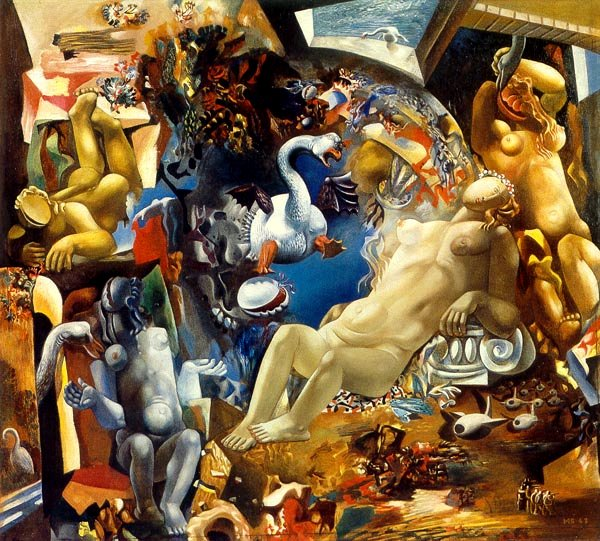
«Леда и Лебедь» (Из серии). Холст, масло. 89х99. 1967 год.

### Учёба
В интернате для одарённых детей проучился один год. В 1945 году поступил в Киевскую художественную школу им. Т. Г. Шевченко, расположенную в то время в здании Киевского художественного института. Окончил художественную школу в 1952 году и подал документы в Киевский художественный институт, но принят не был, так как приём был строго регламентирован по национальному признаку. Начал зарабатывать тем, что писал копии картин известных советских художников для дворцов культуры и прочих государственных учреждений.
В 1953 году перебрался в Москву. Работал художником-оформителем на ВДНХ но, решив продолжить образование, направился в Ленинград и поступил в Институт живописи, ваяния и зодчества им. И. Е. Репина на факультет графики. Учился вместе с такими будущими художниками, как Остап Шруб и Минас Аветисян. Институт окончил в 1959 году (руководителем дипломной работы был А. Ф. Пахомов) и по распределению был направлен в город Свердловск.

### Творчество

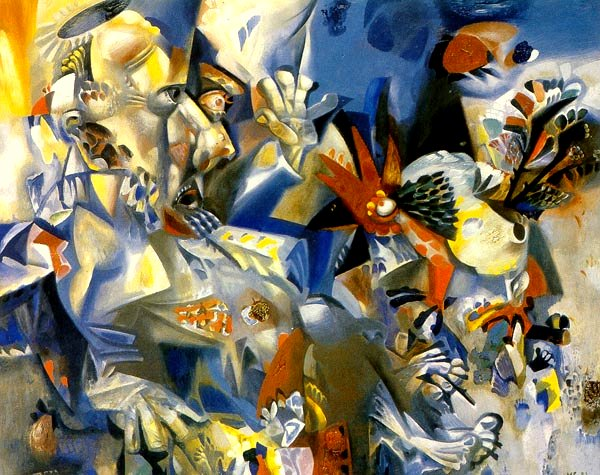
«Отречение Святого Петра». Холст, масло. 86х105. 1982 год.

#### Свердловск
В Свердловске начал преподавать рисунок в Художественном училище им. И. Д. Шадра, а также сотрудничать со Средне-Уральским книжным издательством в качестве художника-иллюстратора. Познакомился с Виталием Воловичем, Германом Метелёвым, Андреем Антоновым, Анатолием Калашниковым и другими художниками Свердловска, а также встретился с художником Геннадием Мосиным, с которым подружился ещё в институте им. Репина. Совместно с Мосиным занялся станковыми картинами. Также принимал заказы на монументальные работы.

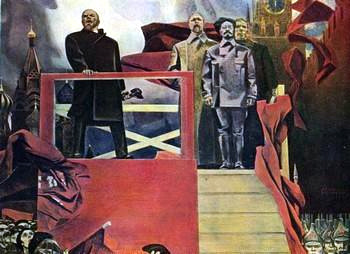
«1918-й». Холст, масло. 294х398. 1963—1964.

Председатель Свердловского Союза художников А. Г. Вязников, развернувший во имя карьеры масштабную борьбу с формализмом, и некоторые чиновники Свердловского обкома партии негативно восприняли творчество Брусиловского.
В 1961 году, к тридцатилетию Брусиловского, Свердловский Союз Художников организовывает выставку живописи и графики в Свердловском Доме Художника, совместную с выставкой другого свердловского художника К. Зюмбилова.
10 мая 1961 года, газета «Уральский рабочий», в рубрике «Реплика зрителя», публикует заметку под названием «Не нужная затея», подписанную неким «служащим Н. Ефимовым», в которой подверглись критике все работы Брусиловского, представленные на выставке.
Размещённая на второй газетной полосе, среди материалов, посвящённых предстоящему XXII съезду КПСС, она наглядно демонстрирует, какое важное значение для свердловских властей имело выдавливание выпускника ленинградской «репинской академии», киевлянина по происхождению Брусиловского из художественной среды Урала.

#### Картина«1918-й»
В 1962 году в соавторстве с Геннадием Мосиным начал работу над картиной «1918-й».
Решение написать картину было вызовом первому секретарю правления Союза художников РСФСР Владимиру Серову, который занимался историко-революционной живописью и специализировался на изображении Ленина.
Дело в том, что Гена не любил Серова — «главнокомандующего СССР по искусству», члена ЦК КПСС. Мосин мне говорит: «Давай напишем такую картинку, чтобы Серову мало не показалось». А изображение Ленина было канонизировано — добрый, милый дедушка. И далеко не всем позволяли писать вождя. А Гена написал эскиз, не заключая договор.
В 1963 году художественному совету выставкома по подготовке художественной выставки «Урал социалистический» был представлен эскиз картины. Художественный совет эскиз утвердил, и с художниками заключили договор на её создание. Когда картина была уже почти готова, Мосин и Брусиловский свернули холст и написали другой вариант, изобразив Ленина человеком решительным и способным на всё для достижения своих целей. В. Серов, узнав, что художники изобразили Ленина не тихим и скромным, каким его изображал сам Серов, а также другие художники того времени, пытался сделать всё, чтобы запретить картину ещё в процессе её создания.
Продвижению картины помогла Е. Ф. Белашова, секретарь Союза художников СССР, которая использовала картину в борьбе с Серовым.
Белашова тайно вывезла нашу картину в Москву и устроила её на военную выставку «На страже мира», которую курировал генерал Востоков. На открытие выставки пришёл Серов с другим членами ЦК и устроил страшный шум, увидев наше произведение. Тогда Востоков сказал: «Картина будет висеть здесь, пока открыта выставка». И поставил возле неё часового. Серов не мог ничего сделать, и на другой день привёз на выставку картину братьев Холуевых, на которой был изображён Ленин в канонической манере, и повесил её рядом с нашей. Но всё-таки полотно увидело свет и побывало на многих выставках.
Картина «1918-й» экспонировалась на крупнейших выставках в Москве, была отмечена специальным дипломом Министерства обороны, репродуцировалась в журналах «Творчество» (1965 и 1967), «Огонёк» (1967), «Искусство» (1967, 1969), альбомах «Искусство рождённое Октябрём» (1967) и «Этих дней не смолкнет слава» (1968), представляла советское искусство на международной выставке Биеннале в Венеции в 1966 году и в 1967 году на выставке молодых художников в Берлине (ГДР). Картина стала признанной частью официальной ленинианы и принесла Геннадию Мосину и Мише Брусиловскому всесоюзную славу.
Кинооператором Борисом Шапиро для киножурнала «Советский Урал» был снят киносюжет о создателях картины.
В настоящее время картина находится в Волгоградском музее изобразительных искусств. Первый вариант картины был дописан Мишей Брусиловским в конце 80-х годов и передан в Екатеринбургский музей изобразительных искусств. Эскиз картины, выполненный в 1963 году, находится в Пермской государственной художественной галерее.

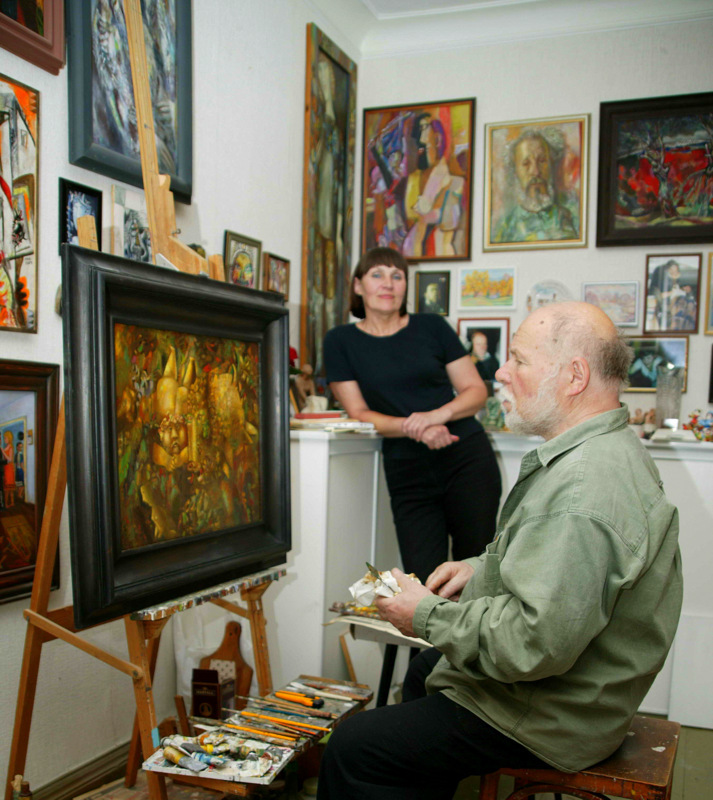
Миша Брусиловский и Татьяна Набросова-Брусиловская

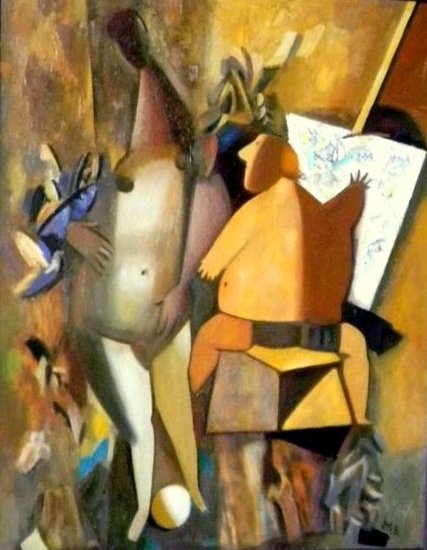
«Художник и модель». Холст, масло, 75х100. 2013 год.

Всесоюзная слава не изменила отношение к Брусиловскому со стороны чиновников Свердловского обкома партии, которые занесли имя художника в «чёрные» списки формалистов, а отношения с издательством закончились тем, что ему официально запретили работать.
«1918-й», поначалу скандальный, а затем имевший громкий успех. Всего один шаг отделял художника от безусловного официального признания, но он выбирает другой путь. И по логике избранного пути от успеха и признания приходит к прочно приклеенному ярлыку «формалиста», что означало идеологическую неполноценность. Как следствие этого, его работы снимают с выставок, а травля становится систематической.

#### Свободное творчество
Потеряв работу в издательстве и став свободным от конъюнктуры, много работал в своей мастерской, которая становится местом паломничества для художников.
В своих работах обращается к теме войны («Генерал» и «Гарсия Лорка»), к мифологическим сюжетам («Леда», «Леда и Лебедь», «Венера в гроте» и «Похищение Европы»), пишет картины по мотивам народных сказок («Золотой петушок», «Красная шапочка и Серый Волк»), а также такие картины как «Игра в мяч», «Танец Лены», «Маски (Город)», «Однажды в Свердловске», «Гагарин Ю. А.» и многие другие.
В 1968 году был избран членом Союза художников СССР.
В 1969 году в соавторстве с Геннадием Мосиным пишет картину «Красные командиры времен Гражданской войны на Урале», изображающую Блюхера, Фрунзе, Чапаева и других красных командиров Гражданской войны на Урале. Картина была представлена на 3-й зональной художественной выставке «Урал социалистический» в Челябинске и вызвала много споров, так как стилистика картины не имела отношения к соцреализму.
В 1972 году завершил работу над картиной «Театр Аркадия Райкина», которая была признана антисоветской. За приобретение картины для свердловского Дома Работников Искусств художественный руководитель ДРИ Татьяна Набросова, будущая жена Миши Брусиловского, вызывалась в КГБ для собеседования.
В 1976 году вошёл в состав творческой бригады художников Уральского Машиностроительного завода состоящую из 28 живописцев, графиков и скульпторов.
В 1977 году пишет заказную картину «Групповой портрет бригады кузнецов УЗТМ (Б. Шулепов, К. Ле, А. Кордуков — бригадир, А. Москвин, В. Венчинов, И. Берсенев, В. Ерер)», которая была включена в ретроспективный альбом «Художники и Уралмаш» в 1983 году.
В 1984 году создал картину «Совхоз Голубовский» («Свиноводческая ферма в совхозе Голубовский»), которая вызвала ещё один скандал.
Таким образом в музей попало замечательное полотно Михаила Брусиловского «Свиноводческая ферма в совхозе Голубовский», где маленький художник снизу вверх робко взирает на статных доярок. Картина в своё время вызвала дикий скандал: коммунисты из Союза Художников упрекали автора, зачем тот использовал традиционную композицию, вместо младенца всунув в руки своей мадонне хрюшку.
Борис Ельцин, занимавший в то время пост первого секретаря Свердловского обкома партии, публично назвал картину вредной для советского изобразительного искусства.

#### Париж: Галерея Г. Басмаджяна

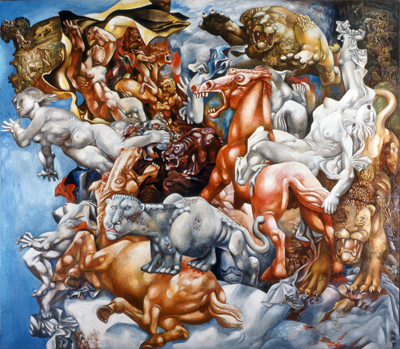
«Агрессия». Холст, масло, 129,5х150. 1975 год.

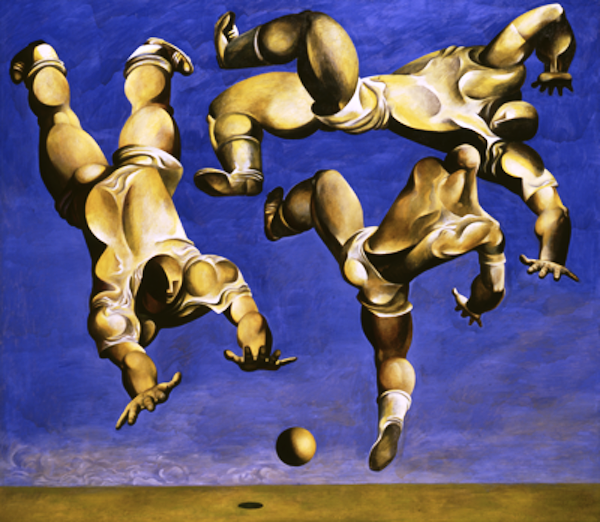
«Футбол», Холст, масло. 1965 год.
[http://www.sothebys.com/en/auctions/ecatalogue/2006/the-russian-sale-l06111/lot.155.html Результат продажи картины Миши Брусиловского «Футбол», на официальном сайте аукциона «Сотбис»

С наступлением перестройки в Советском Союзе начались демократические перемены, и партийные органы перестали вмешиваться в творческий процесс художников, писателей и других деятелей искусств. Отношение к творчеству Миши Брусиловского также изменилось, и в 1986 году «запрет на Брусиловского» был снят.
В 1989 году получает предложение сделать выставку во Франции от французского коллекционера и галериста Гарика (Гарига) Басмаджяна. В апреле 1989 года Миша Брусиловский прибыл в Париж. Выставка была назначена на ноябрь месяц, но до этого предстояла работа по подготовке холстов, прибывших во Францию свёрнутыми в рулоны, а также ряд представительских мероприятий. Для рекламной кампании выставки была выбрана картина «Агрессия» (1975), которую Гарик Басмаджян посчитал наиболее выразительной и запоминающейся. Репродукция картины была размещена на обложке каталога выставки, а также на рекламных плакатах.
В процессе подготовки выставки во Франции Басмаджян однажды усомнился, смогут ли парижане, чьи вкусы воспитаны на камерной спокойной живописи и подвержены веяниям моды и цен на аукционных торгах, по достоинству оценить своеобразие живописного мастерства незнакомого им художника из России. Его сомнения были развеяны, когда он узнал, что большинство из плакатов к выставке, размещённых в общественных местах, исчезли. Он посчитал это признаком успеха предстоящей выставке, а так как до её открытия оставалось ещё достаточно времени, допечатал тираж афиш и развесил их вновь.
Ретроспективная выставка в галерее Г. Басмаджяна, на которой были представлены пятьдесят работ Брусиловского, проходила с 18 ноября 1989 года по 18 января 1990 года. Выставка имела огромный успех, а французская пресса упоминала имя Брусиловского вместе с именами таких художников из России как Илья Кабаков, Эрик Булатов и Владимир Янкилевский.
Гарик Басмаджян на открытии выставки не присутствовал, так как 24 июля 1989 года навестил СССР по приглашению министерства культуры, а 29 июля 1989 года бесследно исчез в Москве. Его исчезновение считается одним из самых загадочных преступлений перестроечной России.
В связи с исчезновением Гарика Басмаджяна галерея приостановила совместные проекты с Мишей Брусиловским, и он вернулся в Россию, оставив в Париже большую часть своих работ.

#### 90-е годы

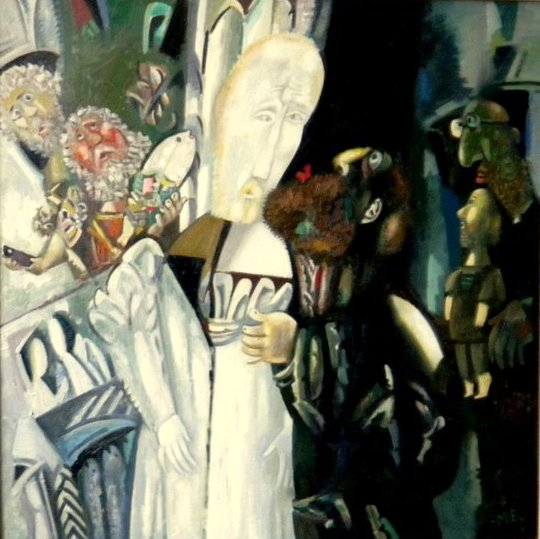
«Поцелуй Иуды». Холст, масло. 100х100. 1999 год.

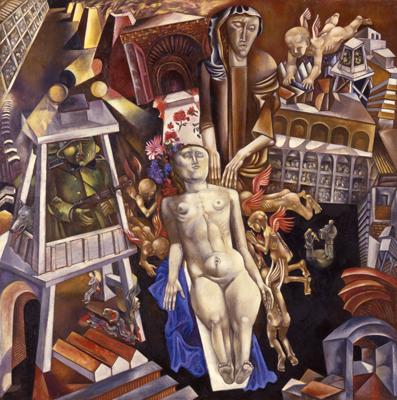
«Пьета. Жертвам войны». Холст, масло. 145х150. 1978 год.

В 1990 году, совместно с Анатолием Калашниковым, Брусиловский получает частный заказ на изготовление одиннадцати полотен, размером 1,5 х 2 метра, в стиле интерьерной живописи. Когда работа была завершена, заказчик неожиданно выехал за границу, отказавшись забирать полотна и разрешив художникам распоряжаться картинами по своему усмотрению. Миша Брусиловский хранил картины долгие годы в своей мастерской, и только в 2013 году они были представлены на экспозиции широкой публике.
В 1991 году ему была присуждена премия имени Г. С. Мосина, за вклад в развитие художественного творчества на Урале.
В 1992 году посетил Соединённые Штаты Америки. Проживал в городах Колумбусе и Нью-Йорке. В Нью-Йорке навестил своих старых уральских друзей, поэтессу Беллу Абрамовну Дижур и её сына Эрнста Неизвестного. Также встретился с живописцем Анатолием Калашниковым, приехавшим в Нью-Йорк из Свердловска. Но основное своё время Миша Брусиловский посвятил работе, и в течение года создал около ста картин.
Что-то в Америке со мной произошло. Я работал много, а главное, мне казалось, что всё, что я делаю, — хорошо. Я вставал в 6 утра и ложился в 3 часа ночи. Я сделал столько, сколько не сделал за 20 лет жизни в Свердловске — Екатеринбурге.
Прожив в Америке один год, принимает решение вернуться в Свердловск.
Поездки во Францию и в США повлияли на особенности живописной манеры и колорита художника, и он начинает вновь переписывать свои любимые сюжеты.
И «Похищение Европы», и «Леда и Лебедь», и «Красная Шапочка», и «Коты», и «Наездница», и «Охота на львов», и библейские мотивы, особенно «Пётр и петух», и даже знаменитая трагическая композиция «Пьета. Жертвам войны» в новом прочтении (но ни в коем случае не повторении) воспринимаются в гармонии контрастов, а не как их многостилевое противоборство.
В 1993 году в Москве, в редакции журнала «Наше наследие», состоялась персональная выставка Миши Брусиловского, на которой были представлены работы, выполненные в новой живописной манере.
В период с 1993 года и по 1997 год, также создает ряд миниатюрных произведений для галереи «Автограф», которые создаёт по законам абстрактного искусства. К ним относятся такие работы как «Абстракция», «Композиция», «Опус N2», «Опус N3», «Предметы», «Шесть предметов», «Дом», «Окно», «Порт», «Пейзаж», «Пейзаж ночью», «Покой», «Воспоминание», «Прощание» и «Голгофа».
В 1999 году в Свердловской государственной филармонии состоялась выставка живописи Миши Брусиловского «Библейские сюжеты». На выставке были представлены картины, входящие в собрание Евгения Ройзмана.
Экспозиция включала произведения живописца, созданные в последние годы. Спустя десять лет после ретроспективной выставки 1989 года в Екатеринбургском муниципальном музее изобразительных искусств, Брусиловский впервые предстал перед публикой с композициями, исполненными в новой живописной манере, выразительные возможности которой наиболее полно были раскрыты им в монументальном полотне «Изгнание из рая».

### Признание

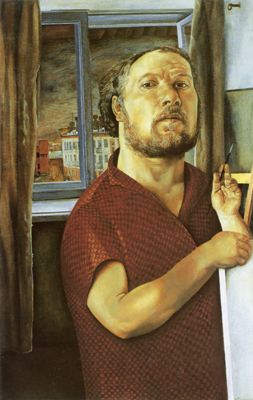
«Автопортрет». Холст, масло. 1970 г.

В 2001 году состоялась персональная выставка картин Миши Брусиловского в галерее «Маноле» (Эйн-Ход, Израиль),
передвижная выставка «Русское искусство. 300 лет» (Пекин, Шанхай. Гонконг, Китай) и персональная выставка в Екатеринбургскком музее изобразительных искусств.
В том же 2002 году ему была присуждена премия губернатора Свердловской области «За выдающиеся достижения в области литературы и искусства».
В 2003 году галерея-салон «Золотой скорпион» в ряду постоянных экспозиций «Ноев ковчег» представила совместную выставку Миши Брусиловского и скульптора Андрея Антонова.
В 2004 году Брусиловский принимает участие в экспозиции «Несение Креста», организованную Екатеринбургским музеем изобразительных искусств.
В 2008 году в центральном Лондоне проходит выставка живописи Миши Брусиловского в рамках проекта «Арт-7».
В 2009 году Миша Брусиловский принимает участие в выставке современного американского и российского искусства «Контакт ветра и огня», организованной при поддержке Отдела Печати и Культуры Генерального консульства США в Екатеринбурге, общественного фонда «Екатеринбургский творческий союз деятелей культуры» и «Екатеринбургской галереи современного искусства». В экспозиции были представлены работы известных американских и уральских художников.
28 апреля 2009 года состоялась премьера документального фильма Светланы Абакумовой «Воскресенье в мастерской» (Студия FSS, арт-движение Старик Букашкин. Студия Телесинема). Фильм посвящён жизни и творчеству Миши Брусиловского.
В 2010 году художественная галерея «Арт-Словарь» открывает постоянную экспозицию «Корифеи уральского искусства», в которую вошли такие произведения Брусиловского, как «Самсон и Далила», «Леда и Лебедь», «Похищение сабинянок» и «Освенцим».
9 июня 2011 года в Доме кино Екатеринбурга прошла премьера документального фильма Бориса Шапиро «Миша и его друзья», снятого на студии «Бо-Ша-фильм». Фильм рассказывает о жизни и творчестве Миши Брусиловского.
16 сентября 2011 года Екатеринбургский музей изобразительных искусств открыл ретроспективную выставку, посвящённую 80-летнему юбилею Миши Брусиловского.
22 ноября 2011 года указом Президента Российской Федерации Мише Брусиловскому присвоено звание Заслуженного художника Российской Федерации.
28 ноября 2013 года Мише Брусиловскому была вручена мантия Почётного члена Российской академии художеств.
1 июня 2016 года Миша Брусиловский удостоен звания Почётного гражданина Свердловской области.
Произведения Миши Брусиловского находятся в Екатеринбургском музее изобразительных искусств, Пермской государственной художественной галерее, Екатеринбургской галерее современного искусства, Челябинской областной картинной галерее, Оренбургском областном музее изобразительных искусств, Ирбитском государственном музее изобразительных искусств, а также в частных коллекциях России, Австрии, Англии, Германии, Израиля, Ирландии, США, Франции и Швейцарии.
Картины, оставленные Мишей Брусиловским во Франции и США, периодически продаются на крупнейших аукционах мира. В 2006 году на аукционе Сотбис в Лондоне картина «Игра в мяч» (Футбол) была продана за 108 тысяч английских фунтов.
По данным издания «The Art Newspaper Russia», в 2014 году Миша Брусиловский занял 38 место среди 50-ти самых дорогих ныне живущих российских художников.
3 ноября 2016 года Миша Брусиловский скончался на 86-м году жизни от онкологического заболевания. Похоронен на Широкореченском кладбище Екатеринбурга.

## Музей Миши Брусиловского
7 мая 2017 года в Екатеринбурге открылся музей Миши Брусиловского.

## Избранные работы

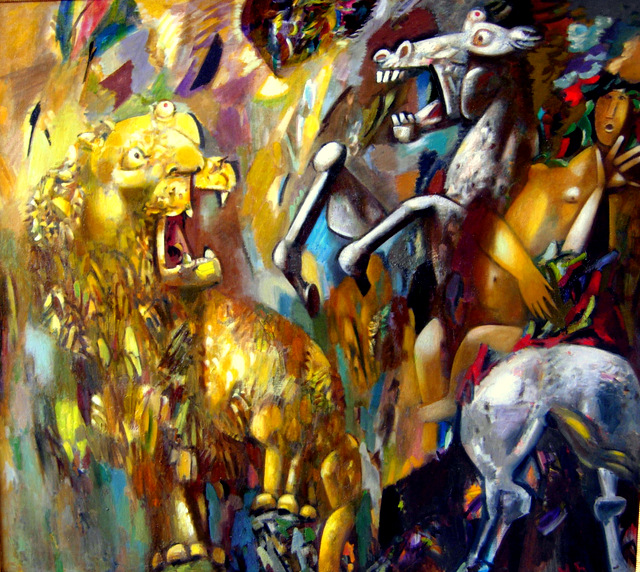
«Охота на львов». Из серии. 125х140. Холст, масло. 1998 год.
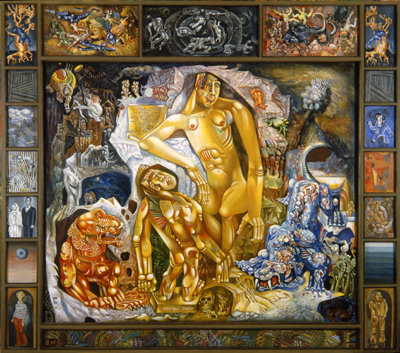
«Homo sapiens». Холст, масло. 151х172. 1973 год.
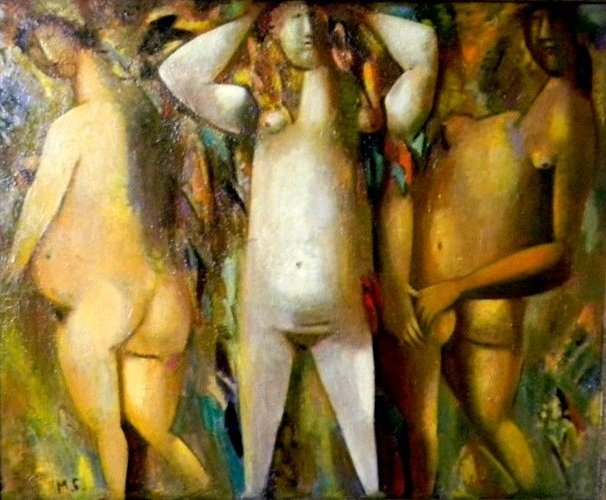
«Три грации». Холст, масло, 85х100. 2013 год.
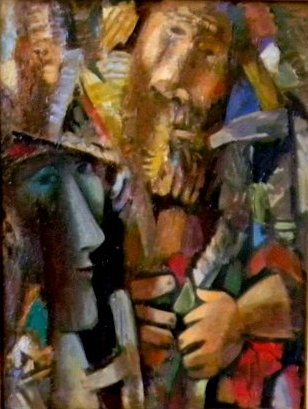
«Два портрета». Картон, масло, 65х50. 2000 год.
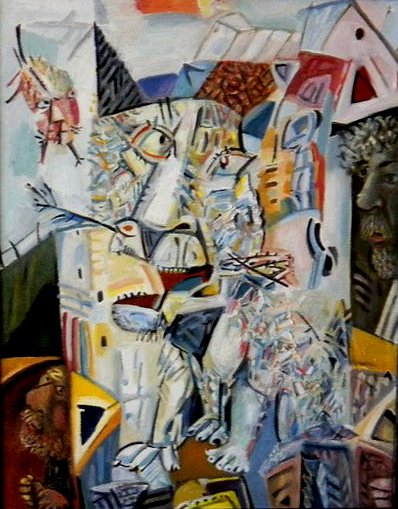
«Памяти кота Тимофея». Холст, масло, 70х56. 2013 год.
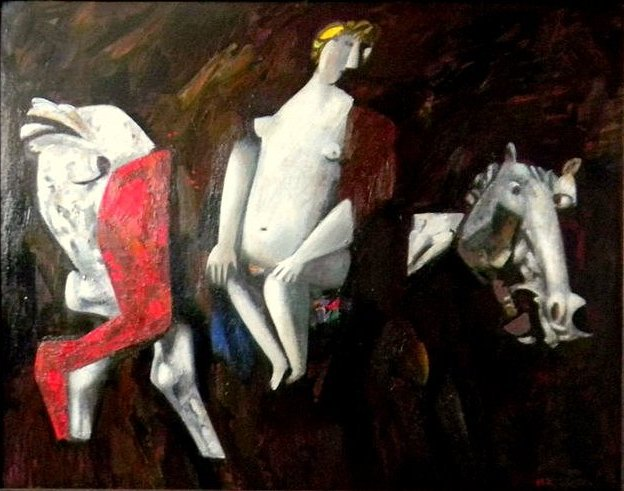
«Наездница». Картон, масло, 75х100. 2000 год.
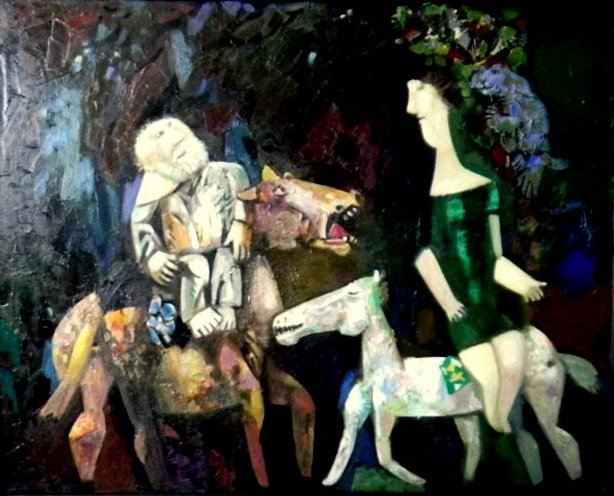
«Встреча». Холст, масло, 85х100. 1994 год.

## Основные выставки
- 1959 — Выставка Офорта (Санкт-Петербург).
- 1961 — Выставка в Свердловском Доме Художника (Свердловск).
- 1965 — Всесоюзная художественная выставка «На страже мира» (Москва).
- 1966 — 33-я Венецианская Биеннале (Италия).
- 1967 — Выставка молодых советских художников (Берлин, ГДР).
- 1967 — Свердловская областная и городская художественная выставка (Свердловск).
- 1971 — Выставка «Художники Урала, Сибири и Дальнего Востока» (Москва).
- 1981 — Персональная выставка, ЕМИИ (Свердловск).
- 1987 — Выставка «Свердловские художники в Москве» (Москва).
- 1989 — Персональная ретроспективная выставка в галерее Басмаджяна (Париж, Франция).
- 1989 — Персональная выставка, Дом художника (Екатеринбург).
- 1993 — Персональная выставка, редакция журнала «Наше наследие» (Москва).
- 1993 — Персональная выставка, ЕМИИ (Екатеринбург).
- 1999 — Выставка «Библейские сюжеты». Живопись Миши Брусиловского из коллекции Евгения Ройзмана, Свердловская филармония (Екатеринбург).
- 2001 — Персональная выставка (Эйн-Ход, галерея Маноле, Израиль).
- 2001 — Передвижная выставка «Русское искусство. 300 лет» (Пекин, Шанхай, Гонконг, Китай).
- 2001 — Персональная выставка, ЕМИИ (Екатеринбург).
- 2005 — «13 картин» — выставка Анатолия Калашникова и Миши Брусиловского в Екатеринбургской галерее современного искусства.
- 2007 — «Карнавал» — выставка Анатолия Калашникова и Миши Брусиловского в Екатеринбургском музее изобразительных искусств.
- 2008 — «Арт-7» — Лондон.
- 2010 — Выставка «Корифеи уральского искусства: Андрей Антонов, Миша Брусиловский, Виталий Волович, Анатолий Калашников» в художественной галерее АРТ-СЛОВАРЬ, Екатеринбург.
- 2011 — Ретроспективная выставка к восьмидесятилетию в Екатеринбургском Музее Изобразительных Искусств.
- 2015 — Выставка «На краю Европы». Музей современного искусства «Эрарта» (Санкт-Петербург)[66].
- 2015 — «Мир Евгения Ройзмана». Персональная выставка работ Миши Брусиловского из коллекции Евгения Ройзмана в Роснано (Москва)[67].
- 2016 — Персональная выставка «Миша Брусиловский. Живопись». Екатеринбургский музей изобразительных искусств[68].
- 2016 — 2017 — Персональная выставка «Из жизни святых и грешников». Екатеринбургский музей изобразительных искусств[69].
- 2017 — Персональная выставка в Нижнетагильском музее изобразительных искусств[70].
- 2019 — Персональная выставка в Новосибирском выставочном центре изобразительных искусств[71].
- 2019 — Персональная выставка графики Миши Брусиловского в Новосибирском творческом пространстве «Арт Ель»[72].
- 2020 — Персональная выставка «Великий Миша» в Челябинском государственном музее изобразительных искусств[73].
- 2021 — Персональная выставка Музей современного искусства «Эрарта»[74].

## Звания и награды
- 1991 — Лауреат премии имени Г. С. Мосина
- 2002 — Лауреат премии губернатора Свердловской области «За выдающиеся достижения в области литературы и искусства»
- 2011 — Заслуженный художник Российской Федерации - за заслуги в области изобразительного искусства
- 2013 — Почётный член Российской академии художеств
- 2016 — Почётный гражданин Свердловской области

## Скульптурная композиция «Горожане. Разговор»
В августе 2008 года, в екатеринбургском сквере, на пересечении Проспекта Ленина и улицы Мичурина, была установлена скульптурная композиция «Горожане. Разговор», работы скульптора Андрея Антонова (1944 — 2011). Композиция изображает трёх уральских художников — Мишу Брусиловского, Виталия Воловича и Германа Метелёва.